# がん研究会有明病院

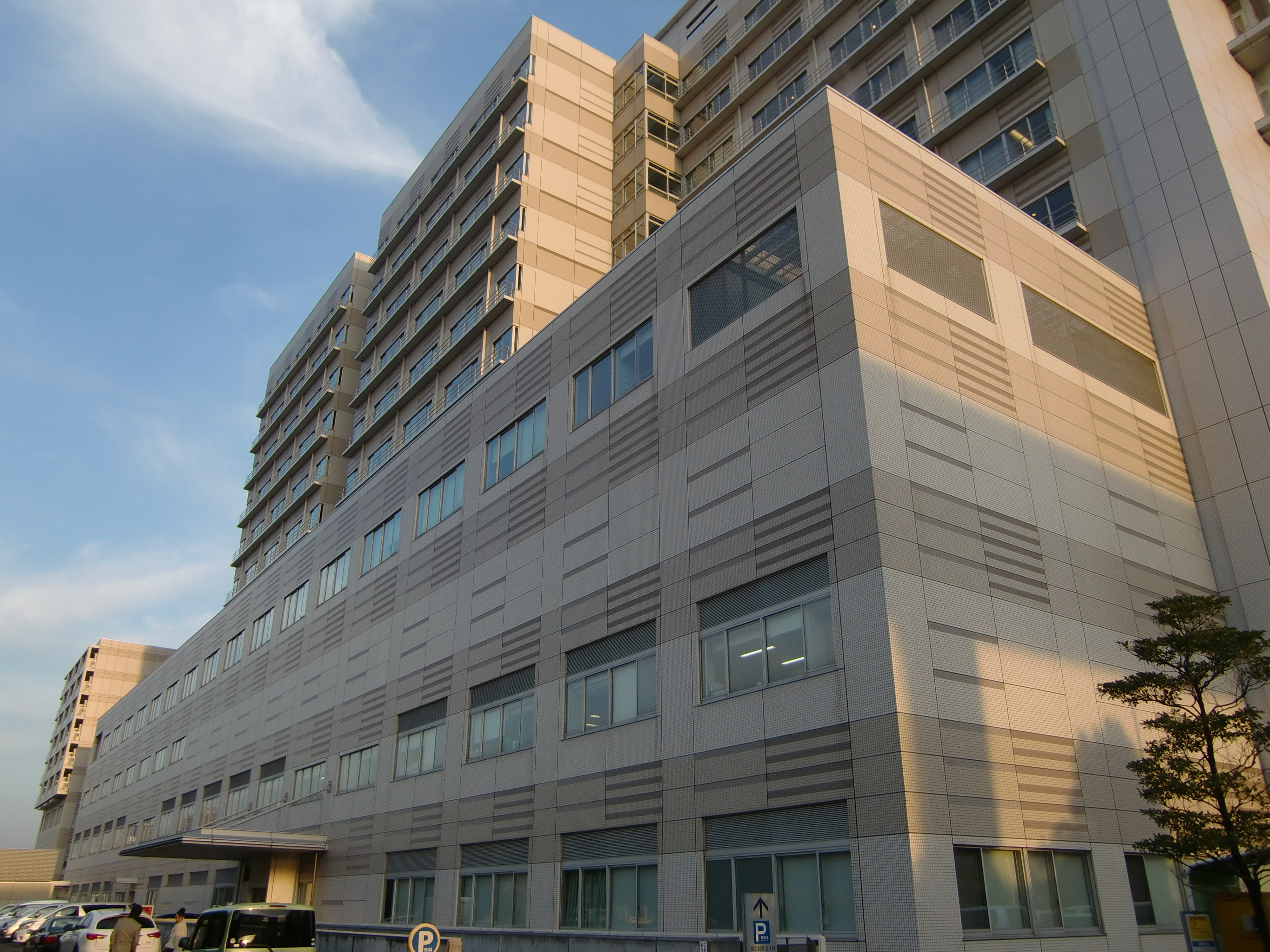
病棟

公益財団法人がん研究会 有明病院（こうえきざいだんほうじんがんけんきゅうかい ありあけびょういん）は、東京都江東区有明にある医療機関。公益財団法人がん研究会が運営する病院である。通称はがん研有明病院。東京都におけるがん診療連携拠点病院の一つで、緩和ケア病棟（25床）がある。

## 沿革
1934年に癌研究会附属病院が開設された。初代院長は稲田龍吉。現在の病院長は佐野武で、14代目である。豊島区上池袋一丁目37番1号の地にあったが、2005年に有明の地に移転し、癌研究会有明病院と名称を変更、2011年4月には公益財団法人移行に伴い名称をがん研究会有明病院と変更し現在に至る。

## 診療科・部門

### 専門診療部門
- 呼吸器センター
  - 呼吸器外科
  - 呼吸器内科
- 消化器センター
  - 消化器外科
    - 食道外科
    - 胃外科
    - 大腸外科
    - 肝・胆・膵外科

  - 消化器内科
    - 消化器化学療法科
    - 肝・胆・膵内科
    - 上部消化管内科
    - 下部消化管内科
- 乳腺センター
  - 乳腺外科
  - 乳腺内科
- 婦人科
- 頭頸科
- 整形外科
- 泌尿器科
- 血液腫瘍科
- 総合腫瘍科
- 皮膚腫瘍科・皮膚科
- サルコーマセンター

### 一般診療部門
- 総合診療部
- 麻酔科（ペインクリニック）
- 腫瘍精神科
- 形成外科
- 眼科
- 感染症科
- 漢方サポート科
- 歯科

### 中央診療部門
- 放射線治療部
- 画像診断センター
  - 画像診断部
  - 核医学部
  - 超音波診断・IVR部
- 化学療法部
- 外来化学療法部
- 臨床遺伝医療部
- ゲノム診療部
- 中央手術部
- オンコロジックエマージェンシー&ディザスターセンター
  - 集中治療部
  - 救急部
  - 災害医療部
- 運動器リハビリテーション室
- 臨床検査センター
- 輸血部
- 臨床病理センター
  - 病理部
  - 細胞診断部
- 栄養管理部
- AI医療センター
- MEセンター
- フォトセンター

### トータルケア部門
- トータルケアセンター
  - 医療連携部　
    - 地域連携室
    - 診療予約室
    - 国際医療室
    - ベッドコントロール室
    - 入退院支援室

  - 患者・家族支援部
    - がん相談支援センター
    - 患者相談室
    - WOC支援室
    - リンパケア室
    - サバイバーシップ支援室
- 緩和ケアセンター
  - 緩和治療科
  - がん治療支援緩和チーム

### 臨床教育・研究部門
- 臨床教育研修センター
- 臨床研究・開発センター
- 先端医療開発センター
- 細胞検査士養成所
- 医療機器開発研究センター
- データベース&バイオバンクセンター

### 医療クオリティマネジメント部門
- 医療安全管理部
- 院内感染対策部
- クオリティインプルーブメント部

## 保険事項・指定機能
- 保険医療機関
- 指定自立支援医療機関（更生医療・育成医療）
- 母体保護法指定医の配置されている医療機関
- 災害拠点病院
- 臨床研修指定病院
- 都道府県がん診療連携拠点病院
- 救急告示医療機関
- 休日・全夜間診療事業実施医療機関
- 特定機能病院
- がんゲノム医療拠点病院
- 日本医療機能評価認定病院

## 先進医療
以下の先進医療を行っている。
- 抗悪性腫瘍剤感受性検査（HDRA法又はCD-DST法）
- RET遺伝子診断
- 内視鏡的大腸粘膜下層剥離術

## 医療連携協定
2015年に、東京都済生会中央病院と連携協定を結んだ。

## 費用負担等
- 初診時に紹介状がない場合、保険外併用療養費が必要となる。
- 会計では自動精算機または窓口で各種クレジットカード・デビットカード支払が使用可能となっている。なお、院内にみずほ銀行のATMがあるほか、院内のファミリーマートにもATMがある。

## 交通アクセス
- ゆりかもめ 有明駅 下車徒歩2分
- 東京臨海高速鉄道りんかい線 国際展示場駅 下車徒歩4分
- 都営バス 門19系統 がん研有明病院前 下車徒歩1分

## 近隣施設
- 東京臨海広域防災公園
- 東京ビッグサイト